# Montfort (Vinalopó Mitjà)
|  | Per a altres significats, vegeu «Castell de Montfort (Vinalopó Mitjà)». |

Montfort (en castellà i oficialment, Monforte del Cid) és un municipi del País Valencià situat a l'interior de la província d'Alacant, a la comarca del Vinalopó Mitjà. Té 8.165 habitants (INE 2019).

## Etimologia
En el segle xiii, la localitat rebia el nom de Nompot (com consta als furs de la ciutat d'Alacant), i després es canvià el nom pel de Montfort, potser perquè es trobava als peus d'una muntanya coronada per una fortalesa; d'aquí es va adoptar la forma en castellà de Monforte. A causa de l'existència de tres localitats espanyoles més amb el mateix nom va rebre oficialment, a la dècada del 1910 el nom de Monforte de la Rambla però finalment se li va afegir l'apèndix del Cid, en referència a la serra del Sit que s'aixeca als voltants.

## Geografia
El terme de Montfort té una extensió de 79,5 km². La localitat es troba a 230 metres d'altura i a 22 km d'Alacant, amb fàcil accés des de l'A-31.
Entre les seues serres més importants destaquen la Serra del Sit, frontera amb les poblacions d'Elda i Petrer; la Serra de les Àguiles, prop dels límits amb la ciutat d'Alacant o el Portitxol, de 330m d'altura sobre el nivell del mar. El municipi compta, a més del nucli urbà principal, amb la pedania d'Orito, important centre de peregrinacions entorn de la figura de Sant Pasqual Baylon, i amb la urbanització d'Alenda Golf, situada als voltants del Portitxol. Al nord-oest del terme es troba el llogaret de Poublanc, a la partida del mateix nom, és l'únic nucli de poblament valencianoparlant del municipi.
El clima és de tipus mediterrani subàrid, ja que les precipitacions són escasses (353 mm) i desigualment distribuïdes al llarg de l'any, amb una llarga i intensa sequera estival. La temperatura mitjana anual és de 17,1 °C.

## Història

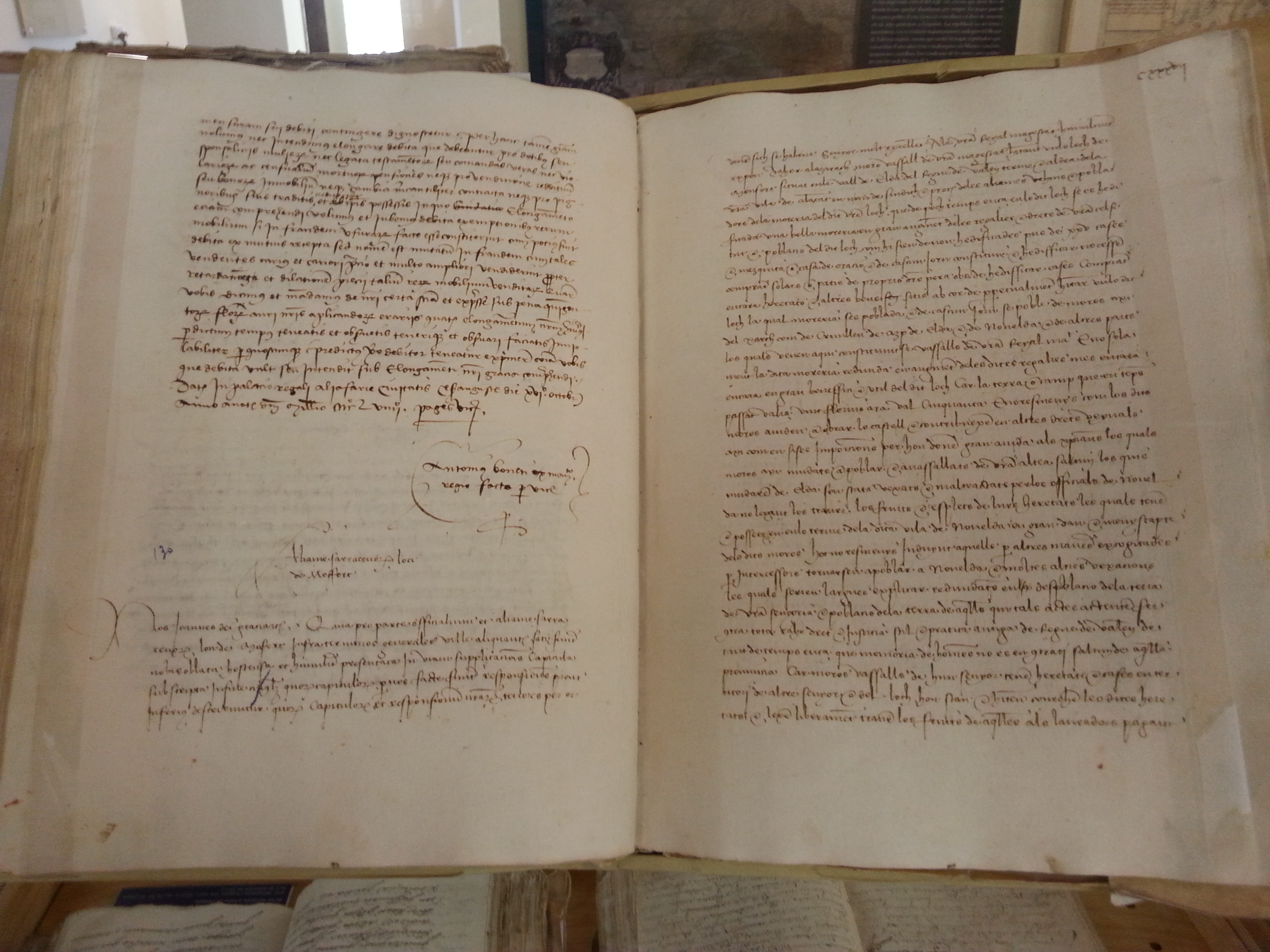
Document de 1459 pel que el rei Joan II d'Aragó aprova els capítols de poblament per als musulmans que s'hi han instal·lat a la nova moreria de Monfort. Arxiu del Regne de València.

En el seu terme s'han trobat toros ibèrics, en un paratge proper al riu Vinalopó, una làpida romana i més restes que demostren l'existència d'una antiga ciutat romana a les proximitats del riu; les restes es troben exposades al Museu Arqueològic i Històric Municipal. En qualsevol cas, la població ja existia a l'època musulmana. Va ser inclosa per Alfons X de Castella al terme d'Alacant, després de la seva conquesta a mitjan segle xiii. Jaume el Just la va conquistar per a la Corona d'Aragó incorporant-la al Regne de València i la va mantenir jurisdiccionalment en la municipalitat alacantina. Fins a l'expulsió dels moriscs (1609), va mantenir una població mixta de cristians i musulmans. Durant la guerra de Successió, Montfort es va mantenir fidel al bàndol borbònic; en agraïment, Felip V li va concedir el Toisó d'Or i el títol de vila amb jurisdicció pròpia l'any 1706. Els límits definitius entre Montfort i Alacant es fixarien el 1775. La vila va experimentar un extraordinari creixement demogràfic durant el segle xviii; segons el geògraf Cavanilles, va arribar a 820 cases el 1794.

## Patrimoni
- Església de la Mare de Déu de les Neus.
- Casc Antic (s. XII-XIII).
- Convent de la Mare de Déu d'Orito o de Sant Pasqual Bailón.
- Ermita de San Pascual en Monforte (s. XVII).
- Ermita de Sant Roc del s. XVIII.[4]
- Castell (integrat a l'església).
- Escut de la casa al carrer Carlos de la Cruz Pujalte.
- Xemeneia de la Noria.
- Cova de Sant Pasqual, ermita i entorn amb búnquer de la guerra civil.
- Ermita La Aparecida.
- Torre mestra, molí i balsa.

## Demografia
Montfort té 7.807 habitants (INE 2013).
Un 9,94% de la seva població és de nacionalitat estrangera; les principals nacionalitats presents són la boliviana i l'equatoriana. (INE, 2007)
La següent taula mostra l'evolució de la seua població absoluta al llarg de la sèrie estadística espanyola: 
| Població | 3.898 | 3.234 | 3.798 | 3.720 | 3.429 | 3.205 | 3.217 | 3.437 | 3.133 | 4.020 | 4.605 | 4.962 | 5.389 | 6.157 | 6.497 | 7.803 | 7.807 |

## Economia

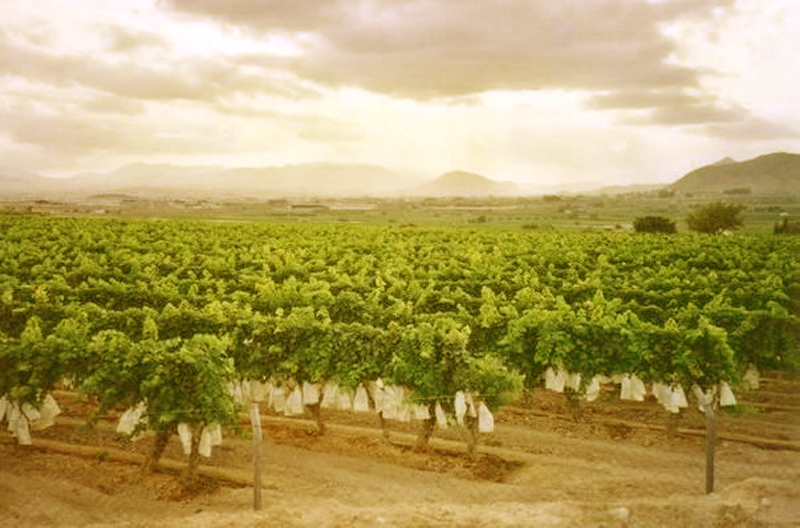
Montfort, junt a Novelda i Asp componen una de les zones de producció de "Raïm de Taula" més importants d'Europa

Actualment l'economia de Montfort gira entorn del raïm de taula; cultiu d'excel·lent qualitat pel microclima en el qual es desenvolupa, que fa possible que aquest cultiu siga únic en el seu gènere, amb un producte d'excel·lents propietats alimentoses.
Al llarg de l'any es desenvolupen tots els processos de la cura d'aquest fruit, on destaca la col·locació de la bossa de paper, que protegeix el penjoll, retarda la maduració i manté els elements naturals del cultiu. Aquesta característica va fer possible el reconeixement de la Denominació d'Origen "Raïm de Taula Embutxacada del Vinalopó" en 1988.

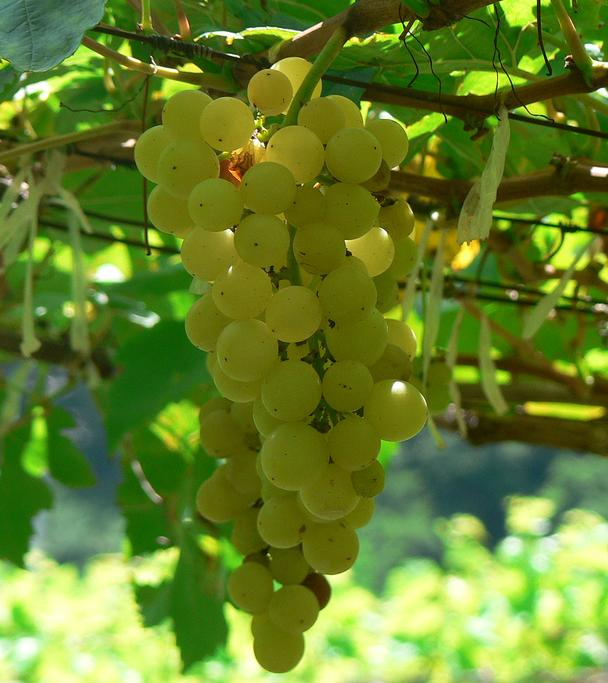
Les varietats de raïm de taula més importants són l'Aledo i l'Ideal

 Les varietats que es conreen principalment són l'Ideal, amb un lleuger sabor de moscatell i Aledo, amb sabor dolç neutre i to més pàl·lid. Aquests cultius són exportats per a Europa, principalment.
L'economia local també es recolza en una creixent indústria, que compta amb el temptador oferiment d'un modern polígon industrial, molt ben comunicat. El marbre és la principal indústria de Montfort, produint al costat de la resta de municipis de la comarca el 60% de la producció total de marbre d'Espanya. Aquesta indústria ofereix productes d'alta qualitat, disseny i bellesa que compta amb un gran prestigi nacional i internacional. També destaquen igualment altres sectors com el comerç, en auge després de la creació de l'Associació de Comerciants.
Montfort compta a més amb una indústria tradicional i artesanal: l'elaboració d'Anisats i Licors; sent la beguda més famosa la "paloma monfortina", l'elaboració de la qual s'ha mantingut en el municipi des del segle xix. Es destil·len diverses varietats de licors, entre ells: l'anís paloma, tomaní, canyella, mandarina, xarops i el famós "Cafè Licor" Monfortí.

## Política i govern

### Composició de la Corporació Municipal
El Ple de l'Ajuntament està format per 13 regidors. En les eleccions municipals de 26 de maig de 2019 foren elegits 9 d'Esquerra Unida-Seguimos Adelante (EUPV), 2 del Partit Popular (PP), 1 del Partit Socialista del País Valencià (PSPV-PSOE) i 1 de Ciutadans - Partit de la Ciutadania (Cs).
| Eleccions municipals de 26 de maig de 2019 - Montfort                                                                       |                                          |                                     |                                     |        |          |          |
| Candidatura | Candidatura                              | Candidatura                         | Cap de llista                       | Vots   | Vots     | Regidors |
| | Esquerra Unida-Seguimos Adelante         |                                     | Dolores Berenguer Belló             | 2.302  | 57,80%   | 9 (+5)   |
| | Partit Popular                           |                                     | José Ángel Macià Pérez              | 641    | 16,09%   | 2 (-3)   |
| | Partit Socialista del País Valencià-PSOE |                                     | José Joaquín Salas Serrano          | 419    | 10,52%   | 1 (-1)   |
| | Ciutadans - Partit de la Ciutadania      |                                     | Miguel Cremades Carrasco            | 380    | 9,54%    | 1 (-1)   |
| | Altres candidatures                      |                                     |                                     | 206    | 5,18%    | 0        |
| | Vots en blanc                            |                                     |                                     | 35     | 0,88%    |          |
| Total vots vàlids i regidors                                                                                                | Total vots vàlids i regidors             | Total vots vàlids i regidors        | Total vots vàlids i regidors        | 3.983  | 100 %    | 13       |
| | Vots nuls                                | Vots nuls                           | Vots nuls                           | 50     | 1,24%    |          |
| Participació (vots vàlids més nuls)                                                                                         | Participació (vots vàlids més nuls)      | Participació (vots vàlids més nuls) | Participació (vots vàlids més nuls) | 4.033  | 67,86%** |          |
| Abstenció | Abstenció                                | Abstenció                           | Abstenció                           | 1.910* | 32,14%** |          |
| Total cens electoral | Total cens electoral                     | Total cens electoral                | Total cens electoral                | 5.943* | 100 %**  |          |
| Alcaldessa: Dolores Berenguer Belló (EUPV) (15/06/2019) Per majoria absoluta dels vots dels regidors (9 vots d'EUPV)        |                                          |                                     |                                     |        |          |          |
| Fonts: JEC, JEZ Elda, M. Interior, Periòdic Ara. (* No són vots sinó electors. ** Percentatge respecte del cens electoral.) |                                          |                                     |                                     |        |          |          |

### Alcaldes
Des de 2015 l'alcaldessa de Montfort és María Dolores Berenguer Belló d'EUPV.
| Període                       | Alcalde o alcaldessa          | Partit polític | Data de possessió | Observacions |
| ----------------------------- | ----------------------------- | -------------- | ----------------- | ------------ |
| 1979–1983                     | Francisco Limiñana Limiñana   | UCD            | 19/04/1979        | --           |
| 1983–1987                     | Casildo Berenguer Simón       | PSPV-PSOE      | 28/05/1983        | --           |
| 1987–1991                     | Casildo Berenguer Simón       | PSPV-PSOE      | 30/06/1987        | --           |
| 1991–1995                     | Casildo Berenguer Simón       | PSPV-PSOE      | 15/06/1991        | --           |
| 1995–1999                     | Casildo Berenguer Simón       | PSPV-PSOE      | 17/06/1995        | --           |
| 1999–2003                     | Casildo Berenguer Simón       | PSPV-PSOE      | 03/07/1999        | --           |
| 2003–2007                     | Antonia Cervera Carrasco      | PP             | 14/06/2003        | --           |
| 2007–2011                     | Antonia Cervera Carrasco      | PP             | 16/06/2007        | --           |
| 2011–2015                     | Antonia Cervera Carrasco      | PP             | 11/06/2011        | --           |
| 2015–2019                     | María Dolores Berenguer Belló | EUPV           | 13/06/2015        | --           |
| 2019-2023                     | María Dolores Berenguer Belló | EUPV           | 15/06/2019        | --           |
| Des de 2023                   | n/d                           | n/d            | 17/06/2023        | --           |
| Fonts: Generalitat Valenciana |                               |                |                   |              |